# Tijani Babangida
Tijani Babangida (* 25. September 1973 in Kaduna) ist ein ehemaliger nigerianischer Fußballspieler.

## Karriere als Spieler
Babangida kam mit 17 Jahren in die Niederlande und wurde von Roda Kerkrade verpflichtet. Nachdem der Außenstürmer eineinhalb Jahre als Leihgabe bei VVV Venlo verbracht hatte, spielte er für Roda. Er wurde von Ajax Amsterdam verpflichtet, aber verlor seinen Stammplatz allmählich und wurde an verschiedene Vereine ausgeliehen. Nachdem er nicht für die Fußball-Weltmeisterschaft 2002 berücksichtigt worden war, unterschrieb er 2002 einen sechsmonatigen Leihvertrag bei Al-Ittihad in Saudi-Arabien, verließ aber die Mannschaft im November nach Meinungsverschiedenheiten mit dem Trainer. Er zog nach China, um dort für Changchun Yatai zu spielen.
Er bestritt 40 Länderspiele und erzielte fünf Tore für die Nigerianische Fußballnationalmannschaft und spielte bei der Fußball-Weltmeisterschaft 1998. Er gewann auch die olympische Goldmedaille 1996.

## Persönliches
Zwei seiner neun Brüder, Ibrahim Babangida und Haruna Babangida, sind ebenfalls professionelle Fußballspieler.

## Karriere als Offizieller
Seit September 2013 ist Babangida Präsident des 2007 gegründeten Vereins Taraba FC, welcher unter seiner Leitung den Aufstieg in die Nigerianische Premier League schaffte.

## Erfolge
- Niederländischer Meister: 1997/98
- Niederländischer Pokalsieger: 1997/98, 1998/99
- Türkischer Pokalsieger: 2000/01
- Saudi-Arabischer Meister: 2002/03
- Aufstieg in die Eredivisie: 1993
- Fußballolympiasieger: 1996
- Teilnahme an der WM 1998 (4 Einsätze/1 Tor)
- Teilnahme am Afrika-Cup 2000 (5 Einsätze/2 Tore)
- Teilnahme am Afrika-Cup 2002 (5 Einsätze)